# Cormoran caronculé
Leucocarbo carunculatus
Espèce
Synonymes
- Phalacrocorax carunculatus

Statut de conservation UICN

 VU D1+2 : Vulnérable
Le Cormoran caronculé (Leucocarbo carunculatus) est une espèce d'oiseaux de la famille des phalacrocoracidés endémique de Nouvelle-Zélande.

## Distribution et population

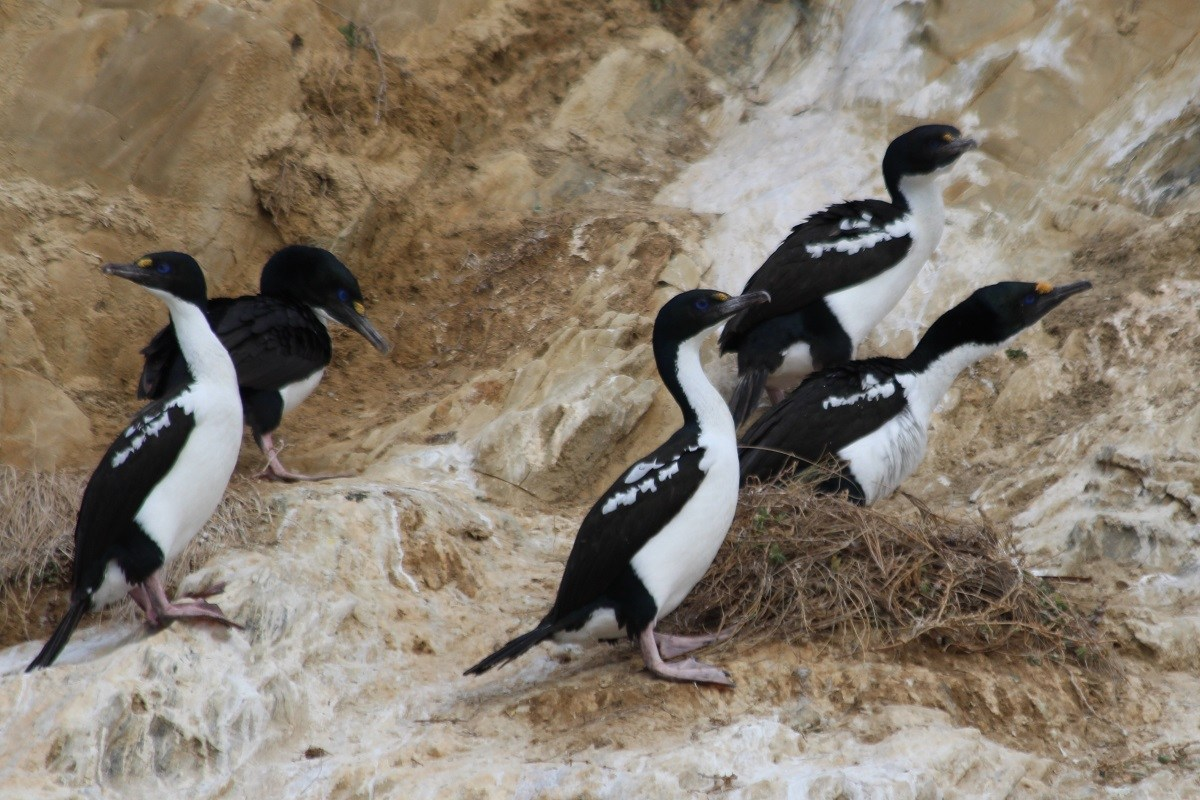
Cormoran caronculé

L'aire de nidification du Cormoran caronculé se limite à quatre petites îles des Marlborough Sounds en Nouvelle-Zélande. La population se chiffre à quelques centaines.